# Late Night (NBC)
Late Night ist eine US-amerikanische Talkshow, die seit 1982 auf NBC ausgestrahlt wird. Late Night wurde bislang von vier Moderatoren moderiert: David Letterman (1982–1993), Conan O’Brien (1993–2009), Jimmy Fallon (2009–2014) und Seth Meyers (seit 2014). Late Night wird mit dem Wechsel des Moderators immer an den neuen Moderator angepasst. Der am längsten amtierende Moderator war Conan O’Brien, der die Show insgesamt 16 Jahre moderierte, von 1993 bis 2009.

## Moderatoren
| Name des Moderators | Jahre     | Titel der Sendung               | Anzahl der Folgen |
| ------------------- | --------- | ------------------------------- | ----------------- |
| David Letterman     | 1982–1993 | Late Night with David Letterman | 1.819             |
| Conan O’Brien       | 1993–2009 | Late Night with Conan O’Brien   | 2.725             |
| Jimmy Fallon        | 2009–2014 | Late Night with Jimmy Fallon    | 969               |
| Seth Meyers         | seit 2014 | Late Night with Seth Meyers     | 1.400+            |

## Late Night with David Letterman
David Letterman begann die Late Night Show als erster Moderator 1982 zu moderieren. Er leitete die Sendung bis 1993; dann stieg Letterman aus, weil er auf CBS eine neue Show bekam (Late Show with David Letterman). Die Show wurde aufgezeichnet im NBC Studio 6A des Rockefeller Center. Paul Shaffer war damals Leiter der Band im Studio. Er wechselte gemeinsam mit David Letterman zu CBS.

## Late Night with Conan O’Brien
Conan O’Brien übernahm die Sendung 1993 von David Letterman. Er moderierte sie bis 2009; danach übernahm er die Tonight Show von Jay Leno. Diese Sendung moderierte er nur ein Jahr. Seit 2011 ist er Moderator auf TBS. Die Show wurde in den 30 Rock Studios aufgezeichnet. Bandleader war Max Weinberg.

## Jimmy Fallon
Jimmy Fallon übernahm die Sendung 2009 von Conan O’Brien. Er moderierte sie bis Februar 2014 und übernahm dann die Tonight Show von Jay Leno. Die Sendung wurde ebenfalls in den 30 Rock Studios in New York aufgezeichnet. Showband waren The Roots.

## Seth Meyers
Seit dem 24. Februar 2014 moderiert Seth Meyers die Sendung. Bandleader der „8G Band“ ist Fred Armisen, mit dem Meyers zuvor schon bei Saturday Night Live zusammengearbeitet hatte. Die Sendung wurde mit Meyers deutlich politischer, insbesondere seit der Präsidentschaft von Donald Trump. Ab August 2015 hält er seinen Eingangsmonolog am Schreibtisch sitzend, ähnlich wie ein Nachrichtensprecher, den Meyers bei Saturday Night Live Weekend Update verkörpert hatte. Zu den Markenzeichen seiner Sendung gehört der wiederkehrende Abschnitt A Closer Look. Dabei kommentiert er ein aktuelles politisches Thema satirisch in einem längeren Abschnitt von etwa 10 Minuten. Der ähnliche Abschnitt A Check In verfährt ähnlich mit Themen außerhalb des aktuellen Nachrichtengeschehens. Die Abschnitte werden regelmäßig auch als Video auf YouTube veröffentlicht.
Seit 2023 ist Late Night die einzige Late Night Show die um 00.35 Uhr beginnt.